# Phrynichus nigrimanus
Phrynichus nigrimanus är en spindeldjursart som först beskrevs av Carl Ludwig Koch 1847.  Phrynichus nigrimanus ingår i släktet Phrynichus och familjen Phrynichidae. Inga underarter finns listade i Catalogue of Life.